# Östhammar (Gemeinde)
Koordinaten: 60° 16′ N, 18° 22′ O

Östhammar ist eine Gemeinde (schwedisch kommun) in der schwedischen Provinz Uppsala län und der historischen Provinz Uppland. Der Hauptort der Gemeinde ist Östhammar.

## Geographie
Die Gemeinde liegt im Gebiet des Roslagen. Damit werden heute sowohl die Schären vor der Küste Upplands als auch das angrenzende Festland bezeichnet. Die Gemeinden Norrtälje und Östhammar machen heute den größten Teil des Roslagen aus.
Zur Gemeinde gehört auch der nordwestliche Teil der Insel Märket.

## Geschichte
Die Gemeinde Östhammar entstand 1974 durch die Zusammenlegung der Gemeinden Östhammar und Dannemora sowie aus einem Teil der Gemeinde Oland.

## Wappen
Beschreibung: In Gold ein schwarzes dreimastiges Segelschiff mit zwei geblähten Segeln an Bug und Heck und schwarzen Mastfahnen nach rechts wehend und mit rotem Schildhaupt und drei goldenen Marszeichen.

## Wirtschaft
Heute wird die Wirtschaft von zwei Großunternehmen geprägt, Forsmarks kraftgrupp, ein Tochterunternehmen von Vattenfall, in Forsmark und Sandvik Coromant in Gimo. Trotz der geringen Größe mit nur 59 Einwohnern ist Forsmark in ganz Schweden bekannt. Hier stehen die drei Atomreaktoren Forsmark 1, 2 und 3 mit einer Gesamtleistung von 3.102 MW.

## Größere Orte
- Östhammar
- Gimo
- Österbybruk
- Hargshamn
- Dannemora
- Öregrund
- Alunda
- Skoby
- Norrskedika